# Domaniówek
Domaniówek – przysiółek wsi Domaniów w Polsce położony w województwie dolnośląskim, w powiecie oławskim, w gminie Domaniów. Od 2015 istnieje jako odrębne sołectwo.
W latach 1975–1998 miejscowość administracyjnie należała do ówczesnego województwa wrocławskiego.